# Prioniturus
Prioniturus és un gènere d'ocells de la família dels psitàcids, anomenats en català llorets de raquetes.

## Llista d'espècies
Aquest gènere està format per 10 espècies:
- lloret de raquetes de Buru (Prioniturus mada).
- lloret de raquetes dorsidaurat (Prioniturus platurus).
- lloret de raquetes de Mindanao (Prioniturus waterstradti).
- lloret de raquetes muntanyenc (Prioniturus montanus).
- lloret de raquetes capblau (Prioniturus platenae).
- lloret de raquetes de Mindoro (Prioniturus mindorensis).
- lloret de raquetes de les Sulu (Prioniturus verticalis).
- lloret de raquetes pitgroc (Prioniturus flavicans).
- lloret de raquetes de Luzon (Prioniturus luconensis).
- lloret de raquetes de corona blava (Prioniturus discurus).